# Milomei M2
Die Milomei M2 ist ein einsitziges Segelflugzeug mit variabler Tragflächengeometrie. Das Wettbewerbskennzeichen ist M2, das Kennzeichen D-2502.

## Geschichte und  Konstruktion
Das von Michael-Lorenz Meier entworfene und als Einzelstück gebaute Flugzeug flog zum ersten Mal am 7. April 1981.
Der freitragende Schulterdecker mit Normalleitwerk ist eine Leichtmetallkonstruktion in Schalenbauweise. Die Rechteck-Trapez-Tragfläche hat zwei Holmstege, Spoiler und Wölbklappen und ist mit 0,6 mm schaumstoffgestütztem Duralumin beplankt. Die Tragfläche mit modifiziertem Wortmann-Profil kann durch Ausfahren einer Wortmannklappe aus der Hinterkante über die gesamte Spannweite um 4,4 m² auf 16,6 m² vergrößert werden. An den Randbögen befinden sich Flächenrädchen.
Der Rumpf mit ungefedertem Einziehfahrwerk und Bremsschirm ist mit 0,8 mm Aluminiumblech verkleidet. Die Cockpithaube besteht aus einem feststehenden und einem steckbaren Teil aus Acrylglas. Das Leitwerk mit Pendelhöhen- und -seitenruder mit Stahlrohrholmen und Schaumstoffkern ist ebenfalls metallbeplankt.

## Technische Daten
| Kenngröße               | Daten                     |
| ----------------------- | ------------------------- |
| Besatzung               | 1                         |
| Länge                   | 7,85 m                    |
| Spannweite              | 22,00 m                   |
| Höhe                    |                           |
| Flügelprofil            | Wortmann FX 67-VC-170/136 |
| Flügelfläche            | 12,2–16,6 m²              |
| Streckung               | 36,67–29,16               |
| Gleitzahl (rechnerisch) | 49 bei 95 km/h            |
| Geringstes Sinken       | 0,50 m bei 65 km/h        |
| Rüstmasse               | 365 kg                    |
| max. Startmasse         | 510 kg                    |
| Mindestgeschwindigkeit  | 77 km/h                   |
| Höchstgeschwindigkeit   | 290 km/h                  |